# María Adela Agudo
María Adela Agudo (La Banda, Santiago del Estero, 13 de febrero de 1912 – Tucumán, 27 de enero de 1952) fue una poeta, escritora y docente argentina. Fue especialmente relevante para la vida literaria del Noroeste Argentino.

## Biografía
Se recibió como profesora en Letras y dio clases durante varios años en La Banda, hasta que su oposición al peronismo ocasionó que la dejaran cesante en el cargo. A partir de allí optó por el exilio interno en Tucumán.
Participó en el grupo literario La Carpa de la ciudad de Tucumán, donde tuvo un importante rol cohesionador aunque no era una de las participantes más activas. María Adela publicó varios de sus poemas en los boletines y cuadernos del grupo. Fue muy cercana a Nicandro Pereyra, quien le dedicó un poema titulado "Canto a María Adela Agudo". Las cartas entre Nicandro y María Adela se publicaron en un volumen titulado Cartas a Nicandro.
Editó su propia revista, llamada Zizayán, que llegó a editar cinco números.
La "Asociación Literaria María Adela Agudo" y el Jardín de Infantes N° 3 de La Banda llevan su nombre en su honor.
Falleció en Tucumán el 27 de enero de 1952, a causa del botulismo. Su cuerpo descansa en un mausoleo en el cementerio La Misericordia de su ciudad natal.

## Obras
- Muestra colectiva de poemas (antología de poetas de La Carpa).
- Guitarra absorta.
- Cuaderno a María Adela Agudo (publicado de manera póstuma).